# Schönbuchlauf
Der Schönbuchlauf (offizieller Name Naturpark Schönbuchlauf) ist ein seit 1974 ausgerichteter Volkslauf über die Distanz von 25 Kilometern. Start und Ziel des seit 2011 im Oktober stattfindenden Landschaftslaufs im Naturpark Schönbuch ist in Hildrizhausen an der Schönbuchhalle, Ausrichter ist der TSV Hildrizhausen. 

## Geschichte
Die Veranstaltung wurde in der Frühzeit der Volkslaufbewegung gegründet. Nachdem in den 1980er Jahren die Halbmarathondistanz die 25-km-Distanz an Popularität überflügelte, war der Schönbuchlauf einer der wenigen Traditionsläufe, die an der ursprünglichen Distanz festhielten. Auch gibt es weiterhin keine der heute sonst üblichen Nebenläufe über kürzere Distanzen im Programm. Nach einem Rekord beim 29. Schönbuchlauf im Jahre 2002 mit 1362 Läufern im Ziel waren die Teilnehmerzahlen in den letzten Jahren deutlich zurückgegangen. Da der Teilnehmerrückgang auch auf die Terminkollision mit dem seit 2004 ausgetragenen Bottwartal-Marathon zurückzuführen ist, entschloss man sich 2011 den Termin vom dritten auf den ersten Sonntag im Oktober vorzuverlegen. Allerdings gingen die Teilnahmenzahlen 2011 gegenüber 2010 nochmals deutlich zurück.
Der von Meinrad Beha im Jahr 1984 aufgestellte Streckenrekord von 1:20:31 h hatte 27 Jahre Bestand, bevor dieser im Jahr 2011 vom kenianischen Läufer Philip Kiptoo Rutto mit einer Endzeit von 1:19:05 h unterboten wurde. Der Streckenrekord bei den Frauen liegt bei 1:33:39 h, diese Endzeit erreichte Gudrun De Pay im Jahr 1988.

## Streckenverlauf
Die Strecke führt von Hildrizhausen über eine 25 Kilometer lange Runde auf Wald- und Forstwegen durch den Schönbuch. Vom Startniveau auf 490 m geht es durch das Große Goldersbachtal hinab zur Teufelsbrücke bei Kilometer 11, mit 390 m der tiefste Punkt des Kurses. Dann geht es durch das Kleine Goldersbachtal Richtung Norden, bis ungefähr an der Gabeleiche bei Kilometer 20 mit 576 m der höchste Punkt der Strecke erreicht wird. Anschließend fällt die Strecke wieder leicht bis zum Ziel in Hildrizhausen. Verpflegungspunkte finden sich bei Kilometer 11, 16 und 21. Insgesamt sind ca. 250 Höhenmeter zu bewältigen.

## Statistik

### Streckenrekorde
- Männer: 1:19:05 h, Philip Kiptoo Rutto, 2011
- Frauen: 1:33:39 h, Gudrun De Pay, 1988

### Ergebnisse 2009
- Männer: Dominik Burkhardt, 1:27:11 h
- Frauen: Anja Reinhardt, 1:41:57 h
- 686 Läufer im Ziel (561 Männer und 125 Frauen)

### Ergebnisse 2010
- Männer: Cian McLoughlin, 1:27:38 h
- Frauen: Marika Bernhard, 1:45:51 h
- 657 Läufer im Ziel (516 Männer und 141 Frauen)

### Ergebnisse 2011
- Männer: Philip Kiptoo Rutto, 1:19:05 h
- Frauen: Elke Brenner, 1:43:33 h
- 564 Läufer im Ziel (462 Männer und 102 Frauen)